# McDonnell XF-88 Voodoo
Il McDonnell XF-88 Voodoo fu un aereo da caccia a getto monoposto, bimotore e monoplano con ala bassa e a freccia, sviluppato dall'azienda aeronautica statunitense McDonnell Aircraft Corporation nei tardi anni quaranta e rimasto allo stato di prototipo.
Concepito per essere utilizzato in missioni di penetrazione o di scorta a lungo raggio, il suo sviluppo venne sospeso dopo la cancellazione del programma da parte dei vertici dell'United States Air Force, l'aeronautica militare degli Stati Uniti d'America.

## Storia del progetto
Con il termine della Seconda guerra mondiale nella United States Army Air Forces (USAAF), a quel tempo ancora componente aerea dell'esercito statunitense (United States Army), si era consapevoli che il futuro dell'aviazione militare prevedeva l'adozione del motore a reazione in luogo dei convenzionali motori a pistoni, oramai all'apice del loro sviluppo, tuttavia i primi progetti divenuti operativi, i caccia a getto di prima generazione, erano gravati da una limitata autonomia, rendendone impossibile il loro utilizzo in missioni di penetrazione o di scorta. Allo scopo di colmare questa lacuna, nei primi mesi del 1946 l'USAAF emise una specifica relativa alla fornitura di un nuovo modello di aereo a getto a lungo raggio, invitando le aziende nazionali a fornire dei prototipi da avviare a prove di volo comparative.
Dopo la valutazione dei progetti preliminari, nel giugno 1946 vennero selezionate tre aziende che proponevano i modelli più promettenti; la North American Aviation, che presentò il YP-93A, modello derivato dal loro North American F-86 Sabre ma caratterizzato da una nuova fusoliera allargata, la Lockheed Corporation, che propose l'XP-90, simile a un P-80 Shooting Star ma rivisto nelle dimensioni, ridotte, e che adottava una diversa configurazione alare, a freccia invece che dritta come nel precedente modello, e la McDonnell, che presentò il loro XP-88. La McDonnell era alla sua prima esperienza come potenziale fornitore per l'US Army, tuttavia l'azienda aveva progettato e stava costruendo il caccia imbarcato FH-1 Phantom per la United States Navy (marina militare statunitense).
Il primo prototipo del McDonnell XF-88 Voodoo (s/n 46-525) fu completato il 20 ottobre 1948 e fu portato in volo a Muroc (California) il 29 ottobre 1948. Si trattava di un caccia pesante ad ala a freccia spinto da due motori Westinghouse J34-WE-13 da 1360 kg, i quali gli consentivano una velocità di mach 1.17 / 1.19 in picchiata e velocità di 896 km/h sul livello del mare e 1036 km/h in quota a volo livellato.
Il secondo prototipo (s/n - 46-526) volò per la prima volta il 26 aprile 1949 e successivamente fu munito di motori Westinghouse J34-WE-15 da 1630 kg/s dotati di postbruciatore che migliorarono le sue prestazioni.
Il caccia fu dichiarato vincitore del concorso, ma a causa dello scoppio della Guerra di Corea le priorità dell'USAAF cambiarono e l'ordine di 108 F-88A di serie non fu mai firmato.
L'attività di volo fu sospesa il 4 agosto 1949 ed i due prototipi furono messi a terra.
Il primo prototipo fu impiegato anche per la valutazione di eliche con pale a velocità supersonica. Per questo scopo fu modificato con l'installazione sul muso di un turboelica Allison XT-38-A-5 da 2650 HP, volando dall'aprile 1953 al giugno 1954 sperimentando 27 diversi tipi di eliche.
Al termine dei cicli di valutazione entrambi i prototipi furono demoliti.

## Versioni
XF-88A
XF-88B

## Utilizzatori
Stati Uniti
- United States Air Force

### Pubblicazioni
- (EN) Lindsay Peacock, The One-O-Wonder, in Air International, Volume 29, No. 2, agosto 1985,  pp. 75–81, 93–95, ISSN 0306-5634 (WC · ACNP).